# Partecipanti alla Vuelta a España 1989
TEKA
1 Reimund Dietzen 

2 Malcolm Elliott 

3 Roberto Córdoba 

4 Marino Alonso 

5 Peter Hilse 

6 Aja Enrique 

7 Alberto Leanizbarrutia 

8 José Fernando Pacheco 

9 Mariano Sánchez 
BH
11 Álvaro Pino 

12 Anselmo Fuerte 

13 Federico Echave 

14 Javier Murguialday 

15 Fernando Quevedo 

16 Philippe Bouvatier 

17 Jaime Tomás Florit 

18 Manuel Jorge Domínguez 

19 Eduardo Ruiz 
REYNOLDS
21 Pedro Delgado 

22 Miguel Induráin 

23 Julián Gorospe 

24 José Luis Laguía 

25 Jesús Rodríguez Magro 

26 William Palacios 

27 Javier Lukin 

28 Melchor Mauri 

29 Dominique Arnaud 
ADR
31 Eddy Planckaert 

32 Jaanus Kuum 

33 Ronny Van Holen 

34 Marnix Lameire 

35 Gino De Bakker 

36 René Martens 

37 Filip Van Vooren 

38 Adri Kools 

39 Torjus Larsen 
CARRERA
41 Erich Mächler 

42 Massimo Ghirotto 

43 Primož Čerin 

44 Deno Davie 

45 Walter Magnago 

46 Ettore Pastorelli 

47 Bruno Bonnet 

48 Felice Puttini 

49 Enrico Zaina 
CAJA RURAL
51 Marino Lejarreta 

52 Helmut Wechselberger 

53 Mathieu Hermans 

54 Roland Leclerc 

55 Erwin Nijboer 

56 René Beuker 

57 José Salvador Sanchis 

58 Guillermo Arenas 

59 Marcel Arntz 
HISTOR-SIGMA
61 Herman Frison 

62 Søren Lilholt 

63 Brian Holm 

64 Rob Harmeling 

65 Jean-Pierre Heynderickx 

66 Gaigne Dominique 

67 Jan Nevens 

68 Didier Virvaleix 

69 Robert D'Hondt 
KELME
71 Fabio Parra 

72 Pedro Saúl Morales 

73 Iñaki Gastón 

74 José Recio 

75 Omar Hernández 

76 Juan Martínez Oliver 

77 Ricardo Martínez Matey 

78 Néstor Mora 

79 Jaime Vilamajó 
RMO
81 Éric Caritoux 

82 Jean-Claude Colotti 

83 Thierry Claveyrolat 

84 Jean-Claude Bagot 

85 Patrice Esnault 

86 Thierry Laurent 

87 Alex Pedersen 

88 Franck Pineau 

89 Christian Jourdan 
LOTUS-ZAHOR
91 Juan Tomás Martínez 

92 Luc Suykerbuyk 

93 Santiago Portillo 

94 Ángel Ocaña 

95 Benny Van Brabant 

96 José Luis Morán 

97 Luis Pérez García 

98 Roberto Torres 

99 Enrique Alonso 
CLAS
101 Casimiro Moreda 

102 Francisco Javier Mauleón 

103 Américo José Neves 

104 José Manuel Oliveira Boga 

105 Manuel Cunha 

106 Carlos Muñiz Menéndez 

107 Antonio Sampedro 

108 Javier Duch 

109 Jesús Rodríguez Carballido 
ONCE
111 Pello Ruiz Cabestany 

112 Pedro Muñoz 

113 Eduardo Chozas 

114 Herminio Díaz Zabala 

115 José Luis Villanueva 

116 Johnny Weltz 

117 Santos Hernández 

118 Jesús Hernández Ubeda 

119 Celesino Prieto 
HELIOS-C.R
121 Fernando Martínez de Guerenu 

122 Joaquín Llach 

123 Antonio Esparza 

124 Miguel Ángel Iglesias 

125 Jesús Rodríguez Rodríguez 

126 Antonio Casajús 

127 Juan Guillén 

128 José Andrés Ripoll 

129 José Ignacio Moratinos 
SEUR
131 Jesús Blanco Villar 

132 Marco Giovannetti 

133 Joaquín Hernández 

134 Pablo Moreno 

135 José Luis Navarro 

136 Vicente Ridaura 

137 Juan Carlos Rozas 

138 Jon Unzaga 

139 José Urea 
POSTOBON-RYALCAO
141 Óscar de Jesús Vargas 

142 Pablo Vilches 

143 Carlos Mario Jaramillo 

144 Héctor Patarroyo 

145 Gerardo Moncada 

146 Juan Carlos Castillo 

147 William Pulido 

148 Luis Fernando Mosquera 

149 Arsenio Chaparro 
MALVOR-SIDI
151 Giuseppe Saronni 

152 Flavio Giupponi 

153 Silvano Contini 

154 Stefano Allocchio 

155 Roberto Pagnin 

156 Fabio Bordonali 

157 Flavio Vanzella 

158 Maurizio Piovani 

159 Gianni Faresin 
PUERTAS MAVISA
161 Gilles Mas 

162 Stéphane Guay 

163 Sabino Angoitia 

164 Isaac Lisaso 

165 José María Palacín 

166 Jens Jentner 

167 Pascal Kohlvelter 

168 Emilio Cuadrado 

169 Rafael Lorenzana 
CAFÉ DE COLOMBIA
171 Alberto Camargo 

172 Martín Alonso Ramírez Ramírez 

173 Martín Farfán 

174 Eduardo Acedvedo 

175 Antonio Agudelo 

176 Israel Corredor 

177 Rubén Darío Beltrán 

178 Marco Antonio León 

179 Bernard Richard 
ALFA-LUM
181 Volodymyr Pulnikov 

182 Pëtr Ugrjumov 

183 Sergej Suchoručenkov 

184 Ivan Ivanov 

185 Aleksandr Zinov'ev 

186 Sergej Uslamin 

187 Vasilij Ždanov 

188 Nikolaj Golovatenko 

189 Vladimir Muravskij 
TITANBONIFICA-VISCONTEA-SIDERMEC
191 Stefano Colagè 

192 Maximilian Sciandri 

193 Uwe Bolten 

194 Marco Franceschini 

195 Joachim Schlaphoff 

196 Claudio Savini 

197 Bruno Surra 

198 Alessandro Giannelli 

199 Antonio Bevilacqua 
SISACAL
201 Paulo De Oliveira Pinto 

202 Paulo Jorge Silva 

203 Joaquim Augusto Oliveira Gomes 

204 António João Pinto Castro 

205 Manuel Neves 

206 Fernando Fernandes 

207 António Da Costa Araújo 

208 Jorge Manuel Dos Santos Silva 

209 José Joaquim Costa Poeira 